# Lilltjärnen (Kalls socken, Jämtland, 705362-135468)
Lilltjärnen är en sjö i Åre kommun i Jämtland och ingår i Indalsälvens huvudavrinningsområde.